# Castle Kennedy
Castle Kennedy, schottisch-gälisch: Caisteal nan Ceanadach,, ist eine Ortschaft in der schottischen Council Area Dumfries and Galloway beziehungsweise in der traditionellen Grafschaft Wigtownshire. Sie liegt rund vier Kilometer östlich von Stranraer.

## Geschichte
Die Bezeichnung der Ortschaft leitet sich ab von der nördlich gelegenen Burg Castle Kennedy. John Kennedy, 5. Earl of Cassilis ließ sie im Jahre 1607 am Standort eines älteren Wehrbaus errichten. Sie gelangte in den Besitz der Earls of Stair und brannte 1716 aus. Nachdem die Burg nicht restauriert wurde, beauftragte John Dalrymple, 10. Earl of Stair 1864 den Bau des Herrenhauses Lochinch Castle, das bis heute Sitz der Earls of Stair ist.
1941 wurde östlich von Castle Kennedy ein Militärflugplatz erbaut. Er diente als Trainingsstätte unter anderem für Gefechtstaktiken gegen U-Boote. Zwischenzeitlich wurde die Anlage jedoch aufgelassen. Im Rahmen der Zensuserhebung 1991 wurden in Castle Kennedy 400 Einwohner gezählt.

## Verkehr
Mit der A75, die Stranraer mit Gretna Green verbindet, ist Castle Kennedy direkt an einer Fernverkehrsstraße gelegen. Über die A751 ist außerdem im Westen die A77, die Portpatrick mit Glasgow verbindet, innerhalb weniger Kilometer erreichbar. Für die Entwicklung der Ortschaft bedeutend war der Bau der Portpatrick and Wigtownshire Joint Railway, an der Castle Kennedy einen eigenen Bahnhof erhielt. Die 1861 eröffnete Bahnhof wurde mit der Streckenschließung im Jahre 1965 aufgelassen. Vom nördlich gelegenen Cairnryan bestehen Fährverbindungen in das nordirische Larne. sowie nach Belfast.